# Ведерников, Анатолий Иванович
Анатолий Иванович Ведерников (1920—1993) — советский и российский пианист и музыкальный педагог. Заслуженный артист РСФСР (1983). Профессор Московской консерватории (1985).

## Биография
Анатолий Ведерников родился 3 мая 1920 года в семье заведующего писчебумажным отделом магазина. Обучался игре на фортепиано с 6 лет. Учился у Веры Диллон (Вера Исаевна Блювштейн-Диллон).  В 1930 году начал исполнительскую карьеру. Выступал с гастролями в Китае и Японии, затем вернулся в Россию. С 1936 года учился в Московской консерватории (класс Г. Г. Нейгауза). В 1942 году стал солистом Москонцерта. В конце 1930-х годов родители Ведерникова стали жертвами сталинских репрессий: отца расстреляли, а мать осудили на 8 лет.
Во время Великой Отечественной войны Ведерников женился на Ольге Геккер, дочери известного философа Юлия Геккера. Сын Анатолия и Ольги Юлий Ведерников стал художником.
Ведерников был другом С. Т. Рихтера, в 1940—1950-х годах у них было несколько совместных выступлений. Ведерников исполнял фортепианные произведения многих современных композиторов. Он стал первым в Советском Союзе исполнителем Четвёртого концерта для фортепиано с оркестром С. С. Прокофьева. Ведерников сотрудничал с Д. Д. Шостаковичем, он впервые исполнил его 1-ю и 24-ю прелюдии и фуги. Среди других произведений, впервые исполненных Ведерниковым: 1-й концерт Галынина, 1-я соната Сидельникова, 2-я соната Уствольской, сонатина Фрида, вариации на тему Баха Разорёнова, Lento-вариации Каретникова. Он первым в СССР исполнил ряд зарубежных фортепианных произведений, среди которых: «Движения» Стравинского, «Ludus tonalis» Хиндемита, концерт для фортепиано с оркестром Шёнберга, 3-й концерт для фортепиано с оркестром Владигерова, 6 пьес Кшенека. С 1963 года выступал с гастролями в социалистических странах, в 1980 году концертировал в Италии и Шотландии, затем в Финляндии и ФРГ.
В 1958 году Ведерников стал преподавателем в Музыкально-педагогическом институте имени Гнесиных (с 1963 доцент). С 1980 года преподавал в Московской консерватории (с 1985 профессор). В 1983 году Ведерников получил звание «Заслуженный артист РСФСР».
Анатолий Ведерников жил в Москве по адресу: улица Расковой, дом 3. Скончался 29 июля 1993 года в своём доме в подмосковном посёлке Клязьма после продолжительной болезни.